# William S. Taylor

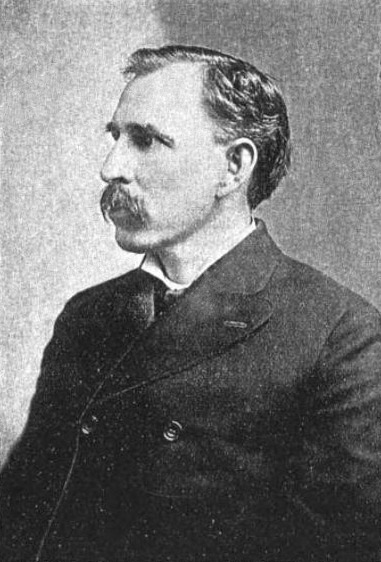
William S. Taylor

William Sylvester Taylor (* 10. Oktober 1853 im Butler County, Kentucky; † 2. August 1928 in Indianapolis, Indiana) war ein US-amerikanischer Politiker (Republikanische Partei) und umstrittener Gouverneur des Bundesstaates Kentucky.

## Politischer Aufstieg
William Taylor studierte Jura und wurde im Butler County Richter. Dieses Amt übte er von 1886 bis 1894 aus. Im Jahr 1888 war er Delegierter zur Republican National Convention in Chicago. Zwischen 1895 und 1899 war er unter Gouverneur William O’Connell Bradley Justizminister (Attorney General) von Kentucky.

## Umstrittene Wahlen und politischer Mord
Im Jahr 1899 wurde Taylor von seiner Partei für die Gouverneurswahlen nominiert. Er gewann diese nach einem turbulenten und teilweise unfairen Wahlkampf von beiden Seiten sehr knapp mit 48,1 % der Stimmen gegen den Demokraten William Goebel, der es auf 47,5 % gebracht hatte. Der Vorsprung Taylors betrug weniger als 2400 Stimmen. Aufgrund des knappen Ergebnisses und einiger Ungereimtheiten wurde die Wahl von Goebel und den Demokraten angefochten, die Taylor Wahlbetrug vorwarfen. Ungeachtet dessen wurde Taylor am 12. Dezember 1899 in sein Amt eingeführt. Inzwischen gab es offene Morddrohungen gegen Goebel, falls er mit der Wahlanfechtung Erfolg haben sollte. Daraufhin wurde Goebel unter Polizeischutz gestellt; trotzdem wurde er am 30. Januar 1900 von einem Heckenschützen beim Betreten des Parlaments angeschossen. Am selben Tag wurde seiner Wahlanfechtung stattgegeben und er war somit neuer Gouverneur von Kentucky. Am 3. Februar erlag Goebel allerdings seinen Verletzungen. Er war damit der bisher einzige Gouverneur von Kentucky, der im Amt ermordet wurde.
Ex-Gouverneur Taylor wurde sofort mit dem Mordanschlag in Verbindung gebracht. Er floh nach Indiana, um einer gerichtlichen Untersuchung in Kentucky aus dem Wege zu gehen. Dort stieg er ins Versicherungsgeschäft ein. Inzwischen wurden in Kentucky einige Tatbeteiligte verhaftet. Zwei wurden wegen Mordes verurteilt und fünf weitere wegen einer Verschwörung. Unter diesen war Caleb Powers, der als Secretary of State von Kentucky amtierte. Der spätere Gouverneur Augustus E. Willson begnadigte im Jahr 1909 die wegen einer Verschwörung Verurteilten, darunter auch Powers. Forderungen, Taylor zur Verantwortung zu ziehen, blieben unerhört. Seine Rolle in den Vorgängen wurden daher nie gerichtlich untersucht. Auch er wurde von Willson begnadigt. Trotzdem kehrte er nur noch selten nach Kentucky zurück. Nach diesen Ereignissen Anfang Februar 1900 wurde der Vizegouverneur von Goebel, J. C. W. Beckham, neuer Gouverneur von Kentucky.
Taylor war seit 1878 mit Sara („Sallie“) Belle Tanner verheiratet. Das Paar hatte neun Kinder. Taylor starb am 2. August 1928 in Indiana.